# HMS Avon Vale (L06)
Le HMS Avon Vale (pennant number L06) est un destroyer d'escorte de classe Hunt de type II construit pour la Royal Navy pendant la Seconde Guerre mondiale.

## Construction
Le Avon Vale est commandé le 4 septembre 1939 dans le cadre du programme d'urgence de la guerre de 1939 pour le chantier naval de John Brown & Company de Clydebank, en Écosse sous le numéro J1569. La pose de la quille est effectuée le 12 février 1940, le Avon Vale est lancé le 23 octobre 1940 et mis en service le 17 février 1941.
Il est parrainé par la communauté civile de Trowbridge dans le Wiltshire, dans le cadre de la Warship Week (semaine des navires de guerre) en mars 1942.
Les navires de classe Hunt sont censés répondre au besoin de la Royal Navy d'avoir un grand nombre de petits navires de type destroyer capables à la fois d'escorter des convois et d'opérer avec la flotte. Les Huntde type II se distinguent des navires précédents type I par une largeur (maître-bau) accrue afin d'améliorer la stabilité et de transporter l'armement initialement prévu pour ces navires.
Le Hunt type II mesure 80,54 m de longueur entre perpendiculaires et 85,34 m de longueur hors-tout. Le maître-bau du navire mesure 9,60 m et le tirant d'eau est de 3,51 m. Le déplacement est de 1 070 t standard et de 1 510 t à pleine charge.
Deux chaudières Admiralty produisant de la vapeur à 2 100 kPa et à 327 °C alimentent des turbines à vapeur à engrenages simples Parsons qui entraînent deux arbres d'hélices, générant 19 000 chevaux (14 000 kW) à 380 tr/min. Cela donné une vitesse de 27 nœuds (50 km/h) au navire. 281 t de carburant sont transportées, ce qui donne un rayon d'action nominal de 2 560 milles marins (4 740 km) (bien qu'en service, son rayon d'action tombe à 1 550 milles marins (2 870 km).
L'armement principal du navire est de six canons de 4 pouces QF Mk XVI (102 mm) à double usage (anti-navire et anti-aérien) sur trois supports doubles, avec un support avant et deux arrière. Un armement antiaérien rapproché supplémentaire est fourni par une monture avec des canons quadruples de 2 livres "pom-pom" MK.VII et deux canons Oerlikon de 20 mm Mk. III montés dans les ailes du pont. Les montures jumelles motorisées d'Oerlikon sont remplacées par des Oerlikon simples au cours de la guerre. Jusqu'à 110 charges de profondeur pouvaient être transportées,. Le navire avait un effectif de 168 officiers et hommes,.

## Histoire

### Seconde Guerre mondiale
Après ses entraînements, l'Avon Vale affecté à la Irish Sea Escort Force des atterrages occidentaux en mai 1941, avant d'être rapidement prêté à la flotte de la Méditerranée avec sept autres destroyers, incluant les HMS Eridge et HMS Farndale, pour être destinés à faire partie de l’escorte de l'opération Substance, un convoi à destination de Malte (juillet 1941).

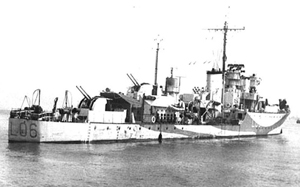
LAvon Vale à Malte en 1941.

L’Avon Vale opère Méditerranée occidentale jusqu’en novembre 1941, il est alors affecté à la Suez Escort Force, chargée d’escorter les convois entre Alexandrie et Tobrouk et ce pendant une période de trois mois. C’est lors d’une de ces opérations qu’il va recueillir les vingt survivants du sloop HMAS Parramatta torpillé par l'U-559 le 27 novembre 1941,.
En février 1942, il est versé à la 5e flottille de destroyers basée à Alexandrie ; à cette époque cette flottille est composée des Southwold, Beaufort, Dulverton, Hurworth, Eridge et Heythrop pour assurer la défense de convois dans l'est de la Méditerranée. Durant ce même mois, il escorte le convoi MW9A à destination de Malte, en compagnie du croiseur HMS Carlisle, les destroyers Lance, Heythrop et Eridge.
Le mois suivant, il est engagé dans la seconde bataille du golfe de Syrte, étant endommagé par une attaque aérienne et par une collision le 23 mars 1942. Le 29 mars, il quitte Malte et rejoint Gibraltar en compagnie du HMS Aurora endommagé par une mine en décembre 1941. Il gagne ensuite l’Angleterre en avril, toujours en compagnie de l’Aurora. Réparé à Falmouth, il est remis en service en juillet 1942.
Après avoir escorté des convois à destination de l’Afrique de l'Ouest, il est engagé dans l’opération Torch. En janvier 1943, l’Avon Vale est versé à la 59e division de destroyers affectée à la flotte de la Méditerranée. Peu de temps après le 29 janvier 1943, il est victime d’une torpille aérienne au large des côtes nord-africaines. Toute la partie avant du navire jusqu’à la passerelle est détruite par l’explosion. Le navire est ramené à Gibraltar par le Bicester.
Il opère six mois à Gibraltar avant d’être remorqué en Grande-Bretagne du 25 juin au 4 juillet 1943 avec le convoi MKS 15. Les réparations sont entamées par l’arsenal de Chatham à partir du 12 juillet. Celles-ci sont achevées le 24 avril 1944. Pendant trois mois, il va effectuer des missions d’escorte avant de rejoindre en juillet 1944 la Tyne pour de nouvelles réparations.
Remis en état jusqu'en mars 1944, le navire est affecté à la marine royale grecque, mais compte tenu de l’état déplorable de celle-ci à cette époque (mutinerie) cette décision fut rapportée en juin 1944.
Entre août et décembre 1944, il est membre de la 22e flottille de destroyers basée à Alexandrie. En septembre, il est déployé en Méditerranée orientale et prend part à plusieurs opérations visant à occuper plusieurs îles après la capitulation de l'Italie. Avant de rentrer en Grande-Bretagne, il participe en compagnie du HMS Wheatland à la destruction du torpilleur TA20 et des corvettes UJ 202 et UJ 208 dans l’ouest de Pag, en mer Adriatique, dans la nuit du 1er au 2 novembre 1944. Après un bref séjour en Grande-Bretagne, l’Avon Vale est envoyé à Tarente en mai 1945 pour y être refondu. À son retour en Grande-Bretagne, il est préparé pour un déploiement dans le Pacifique, notamment dans les Indes orientales.

### Après guerre
Après la guerre il est retiré du service à Devonport et versé dans la réserve B le 10 décembre 1945 à Plymouth. En février 1947, il passe dans la B2. En 1949, il est refondu et transféré à Sheerness dans la réserve A. Plus tard, il est transféré à Hartlepool dans la Supplementary Reserve. Il est finalement pris en charge par l'entreprise BISCOet rejoint le chantier de démolition de TA Young à Sunderland le 15 mai ; son démolisseur réalisant un bénéfice de 17 600 £ dans l’opération.

### Honneurs de bataille
- ATLANTIC 1942-43
- MALTA CONVOYS 1941-42
- LIBYA  1941-42
- SIRTE  1942
- NORTH AFRICA 1942-43 -
- ADRIATIC  1944
- ENGLISH CHANNEL 1943-44

### Commandement
- Lieutenant Commander (Lt.Cdr.) Peter Alison Ross Withers (RN) du 14 janvier 1941 à juillet/août 1943
- Lieutenant Commander (Lt.Cdr.) Arthur Denis White (RNR) du 4 mai 1944 au 7 septembre 1944
- Lieutenant  (Lt.) Ivan Hall (RN) du 7 septembre 1944 à fin 1945